# Бачко-Петрово-Село
Бачко-Петрово-Село (серб. Бачко Петрово Село) — село в Сербії, належить до общини Бечей Південно-Бацького округу в багатоетнічному, автономному краю Воєводина.

## Населення
Населення села становить 7482 особи (2002, перепис), з них:
- мадяри — 5175 — 70,71%;
- серби — 15&67 — 21,41%;
- роми — 243 — 3,32%;

Решту жителів  — з десяток різних етносів, зокрема: хорвати, албанці, словаки і кілька русинів-українців.